# فصل تعسفي

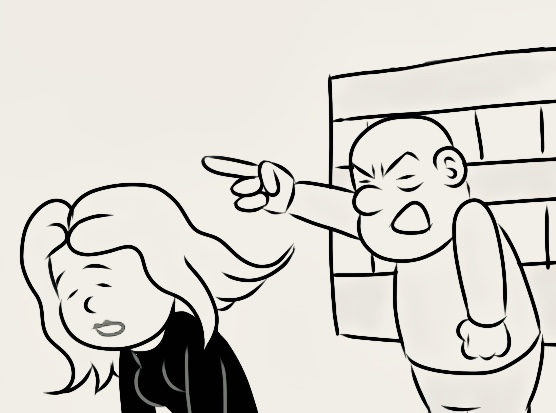
صورة توضح الفعل

في قانون العمل، الفصل التعسفي (بالإنجليزية: Unfair dismissal)‏ هو فعل إنهاء للتوظيف، يتم بدون سبب وجيه، أو مخالف للتشريعات المحددة للبلد.

## الوضع القانوني حسب الدولة

### في السعودية
قد يتعرض العامل لمعاملة ظالمة أو قاسية من صاحب العمل، ومن الممكن أن يتم فصله من العمل دون وجه حق.
والنظام السعودي، لم يترك الأمر دون معالجة بل قد أفرد العديد من المواد القانونية، بخصوص الفصل التعسفي.
ففي حال الفصل التعسفي، قد أوجب القانون السعودي للعامل، تعويضا وفق آلية محددة رآها المشرع. بحال أراد صاحب العمل فصل العامل عن عمله، وكان هناك عقد عمل ، وجب على صاحب العمل أن يقوم بدفع ما تبقى من الأجر، في الأشهر المتبقية في العقد.
أما بحال لم يكن هناك عقد محدد المدة، فلابد من إخطار العامل برغبة صاحب العمل بكف يده عن العمل، وذلك بمدة لا تقل عن (60 يوماً).
كما أن صاحب العمل يكون ملزم بدفع التعويض وفقا لما جاء في المادة (77). فيحق للطرف المتضرر أن يحصل على التعويض، نتيجة ما لحقه من ضرر، وذلك تبعا لما جاء بالعقد.
أما إن لم تكن قيمة التعويض منصوص عليها في العقد، فالتعويض يكون وفق الآتي :
- إن كان العقد غير محدد المدة، فالتعويض يكون أجر (15 يوماً) عن كل (سنة) من سنوات خدمة العامل.
- وبحال كان العقد محدد المدة، فالتعويض أجر المدة المتبقية من العقد.
- في كلتا الحالتين السابقتين، التعويض يجب ألا يكون أقل من أجر العامل لمدة شهرين.